# Hip Hop Is Dead
Hip Hop Is Dead è l'ottavo album del rapper statunitense Nas, pubblicato il 19 dicembre 2006. È il primo album di Nas dopo la firma con l'etichetta Def Jam e il disco è distribuito assieme alla Columbia e all'etichetta di Nas The Jones Experience. Il titolo dell'album è stato ispirato dal punto di vista di Nas sull'industria musicale e sullo stato della musica hip hop dell'epoca.
L'album debutta al primo posto nella Billboard 200 vendendo 355 880 copie nella sua prima settimana. Al novembre 2008, le copie vendute salgono a 764.000, ottenendo la certificazione di disco d'oro dalla RIAA il 12 marzo 2007. Generalmente accolto in modo positivo dai critici musicali, Hip Hop Is Dead ha ricevuto una nomination ai Grammy Awards 2008 come miglior album rap.

## Background
Nas annuncia il titolo dell'album dopo una esibizione il 18 maggio 2006. Nel tardo settembre del 2006, in un'intervista, Nas dice che «l'hip hop è morto perché noi come artisti non abbiamo più il potere», come ribadito in un'altra intervista per MTV, dove il rapper afferma «quando dico che "l'hip hop è morto", in pratica dico che l'America è morta. Non si ha voce in politica. La musica è morta.»
Nel giugno del 2006, esce il singolo promozionale Where Y'all At, prodotto da Salaam Remi. Contiene un campione da Made You Look di Nas, ma non è stato inserito nella tracklist finale dell'album. Tuttavia, è stato reso disponibile come traccia bonus per il mercato nipponico.

### Controversie per il titolo
Nas ha affermato di aver scelto il titolo al fine di indurre entusiasmo e una reazione da parte degli artisti hip hop. Il prodotto ha un grande impatto sul mondo hip hop e ottiene molte reazioni contrastanti da parte della comunità, ricevendo supporto dagli artisti East Coast e pesanti critiche specialmente dagli artisti del southern hip hop, spesso ritenuti d'aver rovinato la qualità dell'hip hop contaminandolo con il crunk e la snap music. In particolare, Lil' Wayne, Ludacris e Big Boi (quest'ultimo, assieme ad André 3000 negli Outkast, dove Andre 3000 aveva dichiarato che l'hip hop è morto nella canzone del 2001 Funkin' Around presente in Big Boi and Dre Present... Outkast), hanno attaccato il titolo dell'album di Nas affermando che è rivolto al southern hip hop.

## Ricezione
| Recensione           | Giudizio   |
| -------------------- | ---------- |
| AllMusic             | [ 1 ]      |
| The Village Voice    | favorevole |
| Entertainment Weekly | B          |
| Rolling Stone        | [ 18 ]     |
| The Guardian         | [ 19 ]     |
| PopMatters           | [ 20 ]     |
| Pitchfork            | [ 21 ]     |
| MSN Music            | A−         |
| USA Today            | [ 23 ]     |
| RapReviews           | [ 24 ]     |

Hip Hop Is Dead ottiene generalmente recensioni positive da parte dei critici musicali. Metacritic gli assegna 79/100, punteggio basato su 22 recensioni. Come i precedenti sforzi, anche questo è paragonato a Illmatic. Secondo Entertainment Weekly l'album «assomiglia a Nas: impossibile non ammirarlo, ma difficile da amare.» Jason Rubin di The A.V. Club assegna una «A» all'album, elogiandone la qualità della produzione e il concept lirico dichiarando che il prodotto «è spregiudicato nella diagnosi dei mali del rap, ma alla fine è pieno di speranza, contiene un'analisi intelligente, stretta e coesa di dove si è perso il rap, ma anche dei semi della rinascita e del rinnovamento del genere.»
Steve Juon di RapReviews gli assegna un punteggio perfetto di dieci decimi: «Nas ha realizzato un album appassionato per risvegliare il tuo amore per l'arte e se il tuo cuore non batte nel tuo petto entro la fine, allora non è l'hip-hop che è morto, sei tu.» Robert Christgau lo recensisce positivamente, così come Dot Music («la conoscenza, l'erudizione e l'intensità poetica di Nas prevalgono su tutte le altre preoccupazioni»), Mojo («è l'erudizione poetica di Nas che lo rende un classico spietato»), Prefix («Hip Hop Is Dead [...] tira fuori il meglio dell'MC, che potrebbe aver prodotto la sua performance lirica più forte da Illmatic»), The New York Times («ecco l'approccio vecchio stile di Nas all'hip hop: funziona ancora») e Rolling Stone («Nas ha sempre suonato in maniera più vecchia rispetto alla sua età, ma ci sono momenti nel suo ottavo album in cui suona come il protagonista di Grumpy Old Men versione ghetto»).
Marisa Brown recensisce l'album per Allmusic: «Hip Hop Is Dead non è Illmatic. Illmatic si pone come uno dei debutti più impressionanti della musica rap e, di conseguenza, ha stabilito inevitabili, e spesso sfavorevoli, confronti con ciascuna delle successive pubblicazioni di Nas. Quindi è praticamente un dato di fatto che i due album, in effetti, non si confrontino, che i battiti, le rime, l'intuizione, il flusso che Mr. Jones ha avuto su Illmatic non siano stati replicati qui, e in tutta onestà, probabilmente non lo faranno mai.» Brown dà all'album tre stelle e mezzo su cinque, pur criticando la seconda parte dell'album nella quale Nas «perde parte dell'intensità e dell'intelligenza che aveva mostrato prima.»
Nonostante consideri il suono e la qualità musicale come punti deboli, Soren Baker del Los Angeles Times assegna all'album 3/4 stelle, scrivendo che «Nas dimostra perché rimane uno degli artisti più venerati del rap, poiché la sua difesa della cultura hip hop è appassionata e consapevole, anche se non pienamente realizzata», aggiungendo inoltre: «come molti dei suoi precedenti sforzi, liricamente e concettualmente, non è secondo a nessuno. Ma musicalmente e in termini di esecuzione, non sempre ha colpito nel segno.» Critiche più fredde arrivano dalla rivista NOW («qualche lampo di brillantezza, ma niente di duraturo»), Blender, Stylus Magazine («Nas è a capo di un anno di delusioni [nella musica hip hop] di New York e forse anche la più schiacciante») e Austin Chronicle («Con Dr. Dre, Kanye West e persino Jay-Z nella sua lista degli ospiti, Hip Hop Is Dead crea un'ampia, ma alla fine macabra, festa»).
Hip Hop Is Dead è candidato come miglior album rap ai Grammy Awards 2008, dove perde a scapito di Graduation (2007) di Kanye West.

### Performance commerciale
Vendendo 355 880 copie nella sua prima settimana, l'album diviene il terzo di Nas dopo It Was Written (1996) e I Am... (1999) a debuttare al primo posto nella Billboard 200. La title track Hip Hop Is Dead (prodotta da will.i.am), contiene campioni da In-A-Gadda-Da-Vida degli Iron Butterfly e da Apache degli Incredible Bongo Band (campione già usato da Nas precedentemente per Made You Look), ottiene una grande rotazione radiofonica, raggiungendo la posizione numero 48 tra le Hot R&B/Hip-Hop Songs e il quarantunesimo posto nella Hot 100.

## Tracce
1. Money Over Bullshit – 4:18 (musica: L.E.S., Wyldfyer)
2. You Can't Kill Me – 3:14 (musica: L.E.S., Al West)
3. Carry On Tradition – 3:49 (musica: Scott Storch)
4. Where Are They Now – 2:44 (musica: Salaam Remi, Nas)
5. Hip Hop Is Dead (featuring will.i.am) – 3:45 (musica: will.i.am)
6. Who Killed It? – 3:10 (musica: Salaam Remi, will.i.am)
7. Black Republican (featuring Jay-Z) – 3:45 (musica: L.E.S., Wyldfyer)
8. Not Going Back (featuring Kelis) – 4:09 (musica: Stargate)
9. Still Dreaming (featuring Kanye West & Chrisette Michele) – 3:37 (musica: Kanye West)
10. Hold Down the Block – 3:58 (musica: Mark Batson)
11. Blunt Ashes – 4:03 (musica: Chris Webber)
12. Let There Be Light (featuring Tre Williams) – 4:28 (musica: Kanye West. Co-produzione: Devo Springsteen, Paul Cho)
13. Play on Playa (featuring Snoop Dogg) – 3:33 (musica: Scott Storch)
14. Can't Forget About You (featuring Chrisette Michele) – 4:34 (musica: will.i.am)
15. Hustlers (featuring The Game & Marsha) – 4:06 (musica: Dr. Dre)
16. Hope – 3:05 (musica: L.E.S., Nas, Alexander "Spanador" Mosely)

Durata totale: 60:18
Tracce bonus
1. Shine on 'Em (pre-ordine su iTunes) – 2:42 (musica: Salaam Remi)
2. The N (Don't Hate Me Now) (per Regno Unito e Circuit City) – 2:48 (musica: Salaam Remi)
3. Where Y'all At (per Best Buy) – 4:09 (musica: Salaam Remi)

## Classifiche

### Classifiche settimanali
| Classifica (2006)         | Posizione massima |
| ------------------------- | ----------------- |
| Australia                 | 50                |
| Belgio (Fiandre)          | 76                |
| Francia                   | 89                |
| Paesi Bassi               | 95                |
| Regno Unito               | 68                |
| Stati Uniti               | 1                 |
| US Digital Albums         | 1                 |
| US Top Rap Albums         | 1                 |
| US Top R&B/Hip-Hop Albums | 1                 |
| Svizzera                  | 22                |

### Classifiche di fine anno
| Classifica (2007)         | Posizione massima |
| ------------------------- | ----------------- |
| Stati Uniti               | 64                |
| US Top Rap Albums         | 7                 |
| US Top R&B/Hip-Hop Albums | 14                |